# Asheten-Mariam
Situé à l’Est de Lalibela dans l’Amhara, en Éthiopie à 3 062 m d'altitude sur un promontoire rocheux, le monastère d'Asheten-Mariam est constitué de deux églises l'une est monolithe, l'autre est hypogée.